# Formel 3000 1988
Formel 3000 1988 vanns av Roberto Moreno.

## Delsegrare
| Datum        | Bana         | Vinnare            |
| ------------ | ------------ | ------------------ |
| 17 april     | Jerez        | Johnny Herbert     |
| 8 maj        | Vallelunga   | Gregor Foitek      |
| 23 maj       | Pau          | Roberto Moreno     |
| 5 juni       | Silverstone  | Roberto Moreno     |
| 26 juni      | Monza        | Roberto Moreno     |
| 17 juli      | Pergusa      | Pierluigi Martini  |
| 21 augusti   | Brands Hatch | Martin Donnelly    |
| 29 augusti   | Birmingham   | Roberto Moreno     |
| 25 september | Le Mans      | Olivier Grouillard |
| 16 oktober   | Zolder       | Olivier Grouillard |
| 23 oktober   | Dijon        | Martin Donnelly    |

## Slutställning
| Plats | Förare             | Poäng |
| ----- | ------------------ | ----- |
| 1     | Roberto Moreno     | 43    |
| 2     | Olivier Grouillard | 34    |
| 3     | Martin Donnelly    | 30    |
| 4     | Pierluigi Martini  | 23    |
| 5     | Bertrand Gachot    | 21    |
| 6     | Mark Blundell      | 18    |
| 7     | Gregor Foitek      | 15    |
| 8     | Johnny Herbert     | 13    |
| 9     | Érik Comas         | 13    |
| 10    | Jean Alesi         | 11    |